# Kwartier Majoor Housiau
Kwartier Majoor Housiau is een Belgisch militair kwartier in het Vlaams-Brabantse dorp Peutie, een deelgemeente van Vilvoorde. Het militair kwartier is gelegen aan de Martelarenstraat 181 in Peutie.
Het militair kwartier huisvest verschillende diensten van de Belgisch Defensie; een aantal logistieke diensten, een verkoopsdienst voor militaire kledij, een medisch detachement, het laboratorium van Defensie, een kokschool, de communicatiediensten, de IT-diensten en de militaire netwerkbeheerder.Op de site wordt ook het B-FAST-materiaal opgeslagen. Er is ook een museum over de transmissie in het kwartier.
Daarnaast zijn er op het terrein nog een militaire zendmast, een sportcomplex, logementsblokken en een grote mess te vinden.Voor de kinderen van het militair personeel is er een kinderdagverblijf ingericht.  en een sportcomplex te vinden.

## Geschiedenis
De terreinen van het Kwartier Majoor Housiau waren reeds in 1939 aangekocht door het Belgisch leger met als oorspronkelijke bedoeling er een militair vliegveld aan te leggen.
Omdat de helft van de militaire gebouwen dateerde van voor 1940 werd beslist om een groot renovatieplan op te stellen voor deze gebouwen. Het domaniaal renovatieplan hield in dat meer dan 100 militaire installaties verspreid over het land vervangen zouden worden door een vijftal grote en een tiental middelgrote complexen en dit in een tijdspanne van 10 jaar (1970-1980).
Op 16 oktober 1971 werd het gloednieuwe Kwartier Majoor Housiau plechtig geopend. Het nieuwe militair complex werd gebouwd in het kader van het domaniaal renovatieplan van het leger. De nieuwe gebouwen in Peutie vervingen voor onder meer de transmissietroepen de kazerneringen in Vilvoorde.
Het kwartier werd vernoemd naar Raoul Housiau een Belgische oorlogsveteraan uit de Eerste Wereldoorlog. Als lid van het Geheim Leger tijdens de Tweede Wereldoorlog pleegde hij verschillende verzetsdaden tegen de Duitse bezetter. Housiau overleed tijdens de Tweede Wereldoorlog in het concentratiekamp Mittelbau-Dora.
In 1975 was de bouw van de kazerne in Peutie volledig afgerond. De toenmalige regering  besliste er om een (voorlopig) opleidingscentrum en logement exclusief voor vrouwen in te richten. Vrouwen waren pas sinds dat jaar toegelaten tot het leger.
Met Operatie Rode Zee in 1980 verhuisde men diensten ravitaillering en materieel van het Logistiek Centrum Nr. 1 vanuit Etterbeek en Laken. Er waren zo’n 500 vrachtwagenladingen nodig om de verhuis te volbrengen.
In 1985 kwam de Technische School voor Voeding naar Peutie. De vroegere menagedienst was voordien verspreid over Turnhout, Saive en Tervuren.